# Nueva Mayoría (Perú)
Nueva Mayoría fue un partido político peruano de derecha, cuyos máximos líderes fueron Alberto Fujimori, Jaime Yoshiyama y Martha Chávez.  Su actual líder es Martha Chávez y que además fue siendo la primera mujer en ocupar la Presidencia del Congreso de la República del país.

## Historia
Nace como un movimiento en 1992 para las elecciones constituyentes del mismo año, participa en las generales de 1995 en alianza con Cambio 90, logrando Fujimori la reeleccíon presidencial y la mayoría parlamentaria, participa en las elecciones del 2000 formando con Cambio 90 Juntos Si Podemos y Vamos Vecino, la alianza electoral Perú 2000. 
En el 2000 los vladivideos descubren la corrupción del gobierno y Alberto Fujimori renuncia a la presidencia, pero no se le acepta la renuncia y es destituido. Durante el gobierno de transición de Valentín Paniagua se iniciaron las investigaciones a los militantes de Nueva Mayoría, Cambio 90 Siempre Unidos (ex Juntos Si Podemos) y Sí Cumple (ex Vamos Vecino), acusándolos de corrupción y de la llamada campaña de retorno de Alberto Fujimori. 
En el 2001 ya con Alberto Fujimori autoexiliado en el Japón, participa junto con Cambio 90 pero solo con listas parlamentarias logrando las lideresas de la alianza Martha Chávez, Luz Salgado (luego reemplazada por Martha Hildebrandt) y Carmen Lozada (luego reemplazada por Martha Moyano) alcanzar una curul en el congreso cada una, ubicándose entre los 10 congresistas electos con mayor votación en las elecciones del año 2001. 
Sin embargo, en el año 2001, durante el gobierno de Alejandro Toledo; Luz Salgado y Carmen Lozada fueron desaforadas del congreso al haber indicios que las vinculaban con delitos de corrupción. En el 2002, Martha Chávez fue suspendida indefinidamente mientras el Poder Judicial investigaba sus supuestos vínculos con la corrupción, luego de 3 años, regresó al congreso a finales de 2005, siendo declarada absuelta de los cargos de los cuales se le acusaba y se le indemnizó los sueldos no percibidos durante su suspensión. 
En el 2003 ante la ausencia de Fujimori y la falta de actividad de los demás partidos fujimoristas, Nueva Mayoría se separa bajo el liderazgo de Martha Chávez. Consiguen la reinscripción el año 2004. 
En el 2005, tras largas negociaciones con el mismo Fujimori, Nueva Mayoría se incorpora nuevamente mediante una alianza con Cambio 90 y Siempre Unidos (Ex Juntos Si Podemos) para crear la Alianza por el Futuro e invita a participar al Movimiento Sí Cumple (ex Vamos Vecino), que no había podido inscribir la candidatura de Alberto Fujimori, con lo cual se entendió que presentar ambas candidaturas fue una estrategia para intentar la candidatura de Fujimori.
En las elecciones de 2006, Martha Chávez fue la candidata presidencial, obteniendo casi un millón de votos a nivel nacional, equivalente al 10% del total de votos según los resultados de la ONPE, dicha alianza también colocó a 13 congresistas, siendo elegida Keiko Fujimori congresista con la más alta votación de dicha elección.
En el 2009 los dos partidos fujimoristas Nueva Mayoría y Sí Cumple conformaron una nueva alianza denominada Perú 2011 para presentar a Keiko Fujimori a las elecciones presidenciales del año 2011. Cambio 90 y Siempre Unidos no participaron en dicha alianza.

## Disolución
En julio de 2010 su inscripción como partido político fue cancelada por el Jurado Nacional de Elecciones al haberse cambiado de nombre a Fuerza Popular en las elecciones generales del Perú de 2011.

## Resultados electorales

### Elecciones presidenciales
|  | 64.42 % |

|  | 49.87 % |

|  | 74.33 % |

|  | 7.43 % |

### Elecciones parlamentarias
|  | 52.10 % |

|  | 42.16 % |

|  | 4.80 % |

|  | 13.09 % |

### Elecciones al Parlamento Andino
| Año  | Votos   | %               | Escaños | Posición | Notas                            |
| ---- | ------- | --------------- | ------- | -------- | -------------------------------- |
| 2006 | 793 442 | \| \| 9.30 % \| | 0/5     | 4.º      | Dentro de Alianza por el futuro. |
|      | 9.30 %  |                 |         |          |                                  |

### Elecciones regionales y municipales
| Año  | Gobiernos Regionales | Alcaldías Provinciales | Alcaldías Distritales |
| Año  | Representantes       | Representantes         | Representantes        |
| ---- | -------------------- | ---------------------- | --------------------- |
| 1993 |                      | 4/196                  | 16/1874               |
| 1995 | 0/196                | 21/1874                |                       |